# Cheirocratus robustus
Cheirocratus robustus is een vlokreeftensoort uit de familie van de Cheirocratidae. De wetenschappelijke naam van de soort werd in 1895 voor het eerst geldig gepubliceerd door Georg Ossian Sars.